# ناحية مركز القرداحة
ناحية مركز القرداحة إحدى نواحي سوريا تتبع إداريّاً لمحافظة اللاذقية منطقة القرداحة ومركزها بلدة القرداحة، بلغ تعداد سكان الناحية 44,510 نسمة حسب التعداد السكاني لعام 2004.

## مدن وبلدات وقرى ناحية مركز القرداحة
القرداحة، بني عيسى، الباسل (اليابسة)، بحواريا، بكراما، بحمرة، بشلاما، بشرية، بسين، البيطار، بسوت، الدبيقة، دير دوما، دير حنا، دويرتان، عين العروس، أسطمنا، غلميسة، حرف رضوة، جديدة، جرماتي، كلماخو، مرج معيربان، مرج موسى، مركيه، المتن، الميسة، المران، مريجات، نيننتي، نينة، عوينة الريحان، قللورية، قاموع (كفر دبيل)، القرامة، القطلبة، رأس القللورية، رسيون، رويسة عفيف، رويسه بدرية، رويسة البساتنة، سفرقية، سللورين، سلاغو، الأسد، الثورة، المروش، خربة أبو خسرف، دير إبراهيم، ديرونة، قويقة، اسطامو، مزرعة السنديانة.